# Le Vieux-Cérier
 Le Vieux-Cérier  es una comuna y población de Francia, en la región de Poitou-Charentes, departamento de Charente, en el distrito de Confolens y cantón de Champagne-Mouton.
Su población en el censo de 1999 era de 134 habitantes.
Está integrada en la Communauté de communes du Confolentais.

## Demografía
| 303 | 282 | 243 | 199 | 154 | 134 |
| Para los censos de 1962 a 1999 la población legal corresponde a la población sin duplicidades (Fuente: INSEE [Consultar]) |     |     |     |     |     |